# René Breitbarth
René Breitbarth (* 24. März 1966 in Mühlhausen/Thüringen) ist ein ehemaliger Boxer aus der DDR im Bantamgewicht und Bundesligatrainer in Leverkusen. Er war unter anderem Teilnehmer der Olympischen Spiele 1988 (Platz 9).

## Amateurkarriere
René Breitbarth trainierte beim SC Traktor Schwerin unter Fritz Sdunek. Er gewann 1984 die Goldmedaille im Halbfliegengewicht bei der Junioren-Europameisterschaft in Tampere und im selben Jahr auch erstmals den DDR-Meistertitel der Erwachsenen in dieser Gewichtsklasse. 1985 wurde er nach einer Niederlage gegen Klaus-Dieter Kirchstein DDR-Vizemeister im Bantamgewicht und konnte im Halbfliegengewicht an der Europameisterschaft 1985 in Budapest teilnehmen, wo er mit Siegen gegen den Italiener Salvatore Todisco, Karimschan Abdrachmanow aus der Sowjetunion und Iwajlo Marinow aus Bulgarien die Goldmedaille erkämpfte.
1986 schlug er Klaus-Dieter Kirchstein im Finale der DDR-Meisterschaft im Bantamgewicht, wurde mit SC Traktor Schwerin DDR-Mannschaftsmeister und gewann auch den Chemiepokal in Halle (Saale), unter anderem mit einem Sieg gegen den Kubaner Enrique Carrión. Er wurde daraufhin für die Weltmeisterschaft 1986 in Reno (Nevada) nominiert und erreichte dort mit siegreichen Kämpfen gegen John Davison aus England, Tibor Botos aus Ungarn und Juri Alexandrow aus der Sowjetunion das Finale des Bantamgewichts, welches er knapp mit 2:3 gegen den Südkoreaner Moon Sung-kil verlor.
1987 wurde er mit einem finalen Sieg gegen Jörg Gittner erneut DDR-Meister im Bantamgewicht und siegte erneut beim Chemiepokal in Halle (Saale). Er konnte daraufhin an der Europameisterschaft 1987 in Turin teilnehmen, wo er nach einer Halbfinalniederlage gegen Aleksandar Christow eine Bronzemedaille im Bantamgewicht gewann. Mit diesem Erfolg war er auch für den Weltcup 1987 in Belgrad qualifiziert, wo er erst im Finale des Bantamgewichts knapp mit 2:3 gegen den Kubaner Manuel Martinez unterlag.
1988 gewann er zum bereits dritten Mal den Chemiepokal und startete im Bantamgewicht bei den Olympischen Spielen 1988 in Seoul; nach Siegen gegen Magare Tshekiso aus Botswana und Vedat Tutuk aus der Türkei, schied er im Achtelfinale gegen den Kolumbianer Jorge Julio aus. Im selben Jahr erreichte er bei den DDR-Meisterschaften im Federgewicht einen dritten Platz.
Nach der Wiedervereinigung wurde er 1990 nach einer Finalniederlage gegen Dariusz Kosedowski noch Deutscher Vizemeister im Federgewicht und boxte für den TSV Bayer 04 Leverkusen in der Saison 1990/91 in der Bundesliga.

## Trainerkarriere
Nachdem Fritz Sdunek 1993 in das Profilager wechselte, übernahm Breitbarth den Cheftrainerposten bei Leverkusen und führte die Bundesligamannschaft 2001 zum Titelgewinn. Leverkusen war somit der erste Mannschaftsmeister aus dem alten Bundesgebiet nach der Wiedervereinigung. Zu seinen Trainererfolgen zählen zum Beispiel der Gewinn der EM im Jahr 2000 durch Adnan Ćatić (im Profilager als „Felix Sturm“ bekannt) und der Vizeeuropameisterschaft 2002 in Perm durch Lukas Wilaschek. Seine Trainerlaufbahn beendete er 2003.